# Bob Paisley
Robert (Bob) Paisley (Hetton-le-Hole, 23 januari 1919 –  Liverpool, 14 februari 1996) was een Engels voetballer en voetbaltrainer. Hij werkte bijna zijn hele carrière in dienst van Liverpool en veroverde onder meer zes landstitels, drie keer de Europacup I, een keer de UEFA Cup en een keer de Europese Supercup. Paisley was van 1981 tot 2014 de enige trainer ooit die de beker met de grote oren drie keer wist te winnen, waarop Carlo Ancelotti hem 33 jaar na dato evenaarde.

## Spelerscarrière

### Jeugd
Paisley werd geboren in Hetton-le-Hole, een dorp dat in die dagen leefde op de mijnbouw. Zijn vader Sam was een mijnwerker, zijn moeder Emily een huisvrouw. Het gezin bestond uit vier zonen: Willie, Bob, Hugh en Alan. De jonge Paisley ging tot zijn veertiende naar school en ging nadien aan de slag in de mijn waar ook zijn vader werkte. Zo was hij erbij toen zijn vader Sam betrokken raakte bij een ondergronds ongeluk en vijf jaar arbeidsongeschikt werd. Na het voorval werd de mijn gesloten en werd Bob een metselaar.
Nadat hij in 1933 gestopt was met school was de 14-jarige Paisley beginnen voetballen bij de jeugd van Hetton Football Club. Als jongeman droomde hij ervan om ooit voor het naburige Sunderland te voetballen. Toen hij door Hetton Football Club aan Sunderland werd voorgesteld, werd hij afgekeurd wegens "te mager". In 1937 sloot hij zich aan bij Bishop Auckland. Met die club won hij in 1939 de Northern League, de FA Amateur Cup en de Durham County Challenge Cup.
In mei 1939 tekende Paisley een contract bij Liverpool, hoewel Sunderland inmiddels wel interesse toonde in de 20-jarige linkshalf. In zijn eerste maanden op Anfield leerde hij aanvoerder Matt Busby kennen. Op 3 september 1939 werden alle competities geannuleerd na het uitbreken van de Tweede Wereldoorlog.

### Tweede Wereldoorlog
Paisley werd door het Britse leger opgeroepen en sloot zich aan bij de Royal Artillery. Hij bracht tijd door in verschillende kampen in Groot-Brittannië en nam tussendoor met Liverpool deel aan vriendschappelijke toernooien en wedstrijden als de Liverpool Senior Cup. Door zijn voetbalkwaliteiten ontsnapte Paisley aan een stationering in het Verre Oosten. In augustus 1941 vertrok hij met een troepenschip naar Egypte. Daar maakte hij deel uit van het Achtste Leger dat via Operatie Crusader erin slaagde om het belegerde Tobroek te ontzetten. In 1942 nam Paisley ook deel aan de Tweede Slag bij El Alamein. In 1943 trok hij met Achtste Leger naar Sicilië en zo naar Italië. Daar vernam hij het nieuws dat zijn 15-jarige broer Allen was gestorven aan roodvonk en difterie. In juni 1944 nam Paisley deel aan de bevrijding van Rome. Nadien verkaste zijn regiment naar Florence, waar het zich vestigde in het toenmalig stadion van Fiorentina. In 1945 keerde hij terug naar Engeland. Daar leerde hij zijn echtgenote Jessie kennen. Ze kregen samen twee zonen en een dochter: Robert, Graham en Christine.

### Liverpool
Op 5 januari 1946 maakte Paisley in de FA Cup zijn officieel debuut voor Liverpool. Op 1 mei 1948 scoorde hij tegen de Wolverhampton Wanderers zijn eerste doelpunt voor The Reds. In 1947 werd hij voor het eerst kampioen. Voor Liverpool was het de eerste landstitel in 24 jaar. In 1950 bereikte de club ook de finale van de FA Cup, maar verloor daarin met 2–0 van Arsenal. Een jaar later werd hij gepromoveerd tot aanvoerder.

## Trainerscarrière

### Beginjaren
In 1954 zette Paisley een punt achter zijn spelerscarrière, maar bleef hij Liverpool trouw. Eerst maakte hij als fysiotherapeut deel uit van de technische staf, nadien werd hij trainer van het reserveteam. In augustus 1959 werd hij assistent-trainer en mocht hij het eerste elftal trainen onder trainer Bill Shankly. Onder hun leiding promoveerde Liverpool in 1962 terug naar de hoogste afdeling. Twee jaar later werd de club landskampioen. In 1973 veroverde Liverpool voor het eerst een Europese prijs. The Reds wonnen de UEFA Cup door in de finale het Duitse Borussia Mönchengladbach te verslaan. Een jaar later, nadat Liverpool de FA Cup had gewonnen, kondigde de 61-jarige Shankly zijn afscheid aan.

### Liverpool

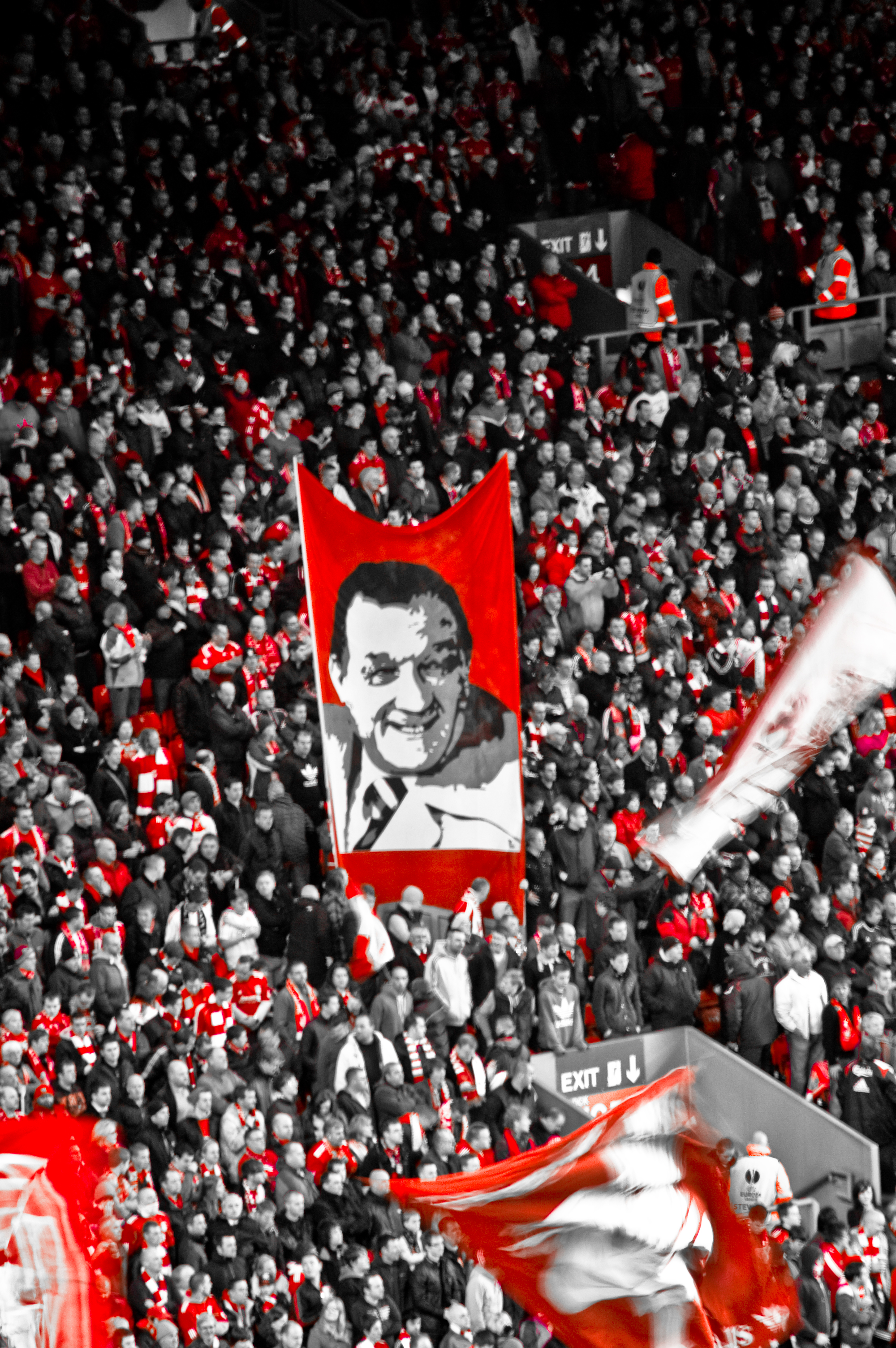
Supporters van Liverpool met een spandoek van Bob Paisley (2011).

Na het vertrek van Shankly werd de inmiddels 55-jarige Paisley door het bestuur gepromoveerd tot hoofdcoach. Paisley was, in tegenstelling tot zijn charismatische voorganger Shankly, geen vlotte prater. Tijdens tactische besprekingen had hij regelmatig moeite met het onthouden van de namen van tegenstanders. Hij noemde spelers van de tegenpartij regelmatig doins, wat vergelijkbaar is met het Nederlandse pantoniem dinges. Het leverde hem bij zijn eigen spelers de spotnaam "Dougie Doins" op. Desondanks groeide hij uit tot een van de succesvolste trainers in de geschiedenis van de club. Vanaf 1975 tot 1983 won de club jaarlijks een grote trofee. Liverpool, dat beschikte over Britse topspelers als Kevin Keegan, Kenny Dalglish, Graeme Souness, Terry McDermott, Ray Clemence, David Fairclough en Alan Hansen, won onder Paisley zes landstitels en domineerde zowel het Engelse als het Europese voetbal.
In zijn tweede seizoen als trainer van The Reds loodste hij zijn team naar de UEFA Cup-finale. Liverpool nam het daarin op tegen het Club Brugge van Ernst Happel. In een spannend duel op Anfield werd het 3–2 voor Liverpool. De terugwedstrijd in het Olympiastadion in Brugge eindigde in een 1–1 gelijkspel. Voor Paisley was het zijn eerste Europese trofee als hoofdtrainer.
In 1977 bereikte Liverpool voor het eerst de finale van de Europacup I. Het duel tegen Borussia Mönchengladbach was een heruitgave van de UEFA Cup-finale van 1973 die door Liverpool gewonnen werd. Ook ditmaal trokken The Reds aan het langste eind. In het Stadio Olimpico in Rome, de stad die Paisley 33 jaar eerder had helpen bevrijden, won Liverpool met 3–1 van Mönchengladbach, na doelpunten van McDermott, Tommy Smith en Phil Neal. Een jaar later trad Paisley in de voetsporen van legendarische trainers als Miguel Muñoz, Ștefan Kovács, Nereo Rocco en Helenio Herrera door de Europacup I voor de tweede keer te winnen. In de finale van 1978 stond Liverpool opnieuw tegenover het Club Brugge van Happel. Ditmaal wonnen de Engelsen met het kleinste verschil na een doelpunt van Dalglish.
Drie jaar later schreef Paisley geschiedenis; hij veroverde de Europacup I voor de derde keer en werd zo als trainer alleen recordhouder van de prestigieuze prijs. In de derde finale in vijf jaar won Liverpool met 1–0 van Real Madrid. Linksachter Alan Kennedy scoorde met nog enkele minuten op de klok het enige doelpunt van de wedstrijd. De twee volgende seizoenen won Paisley geen Europese bekers meer, maar werd Liverpool wel telkens landskampioen en winnaar van de Football League Cup.
Na het seizoen 1982/83 nam de succestrainer afscheid van Liverpool. Hij werd opgevolgd door Joe Fagan. Toen Kenny Dalglish in 1985 speler-trainer werd van de club stond Paisley hem bij als adviseur, waarna hij tot directeur van de club benoemd werd. Een jaar later kwam hij in aanmerking voor de functie van bondscoach van het Iers voetbalelftal. De baan ging uiteindelijk naar Jack Charlton. In 1992 zette Paisley wegens ziekte een punt achter zijn functie als directeur. De laatste jaren van zijn leven kampte de gewezen trainer met de ziekte van Alzheimer. Op 14 februari 1996, op 77-jarige leeftijd, overleed hij.

## Erelijst
Als speler
 Liverpool
- First Division: 1946/47

 Bishop Auckland
- Northern League: 1938/39
- FA Amateur Cup: 1938/39
- Durham County Challenge Cup: 1939

Als trainer
 Liverpool
- First Division: 1975/76, 1976/77, 1978/79, 1979/80, 1981/82, 1982/83
- EFL Cup: 1980/81, 1981/82, 1982/83
- Europacup I: 1976/77, 1977/78, 1980/81
- UEFA Cup: 1975/76
- Europese Supercup: 1977

Individueel
- Football Manager of the Year: 1976, 1977, 1979, 1980, 1982, 1983
- Orde van het Britse Rijk (OBE): 1983
- English Football Hall of Fame: 2002
- ESPN 4e beste trainer aller tijden: 2013
- World Soccer 8e beste trainer aller tijden: 2013
- France Football 26e beste trainer aller tijden: 2019